# Botticelli (cràter)
Botticelli és un cràter d'impacte en el planeta Mercuri de 136,35 km de diàmetre. Porta el nom del pintor italià Sandro Botticelli (1445-1510), i el seu nom va ser aprovat per la Unió Astronòmica Internacional el 1979.